# Chaise Bleue
La Chaise Bleue est une forme de mobilier urbain présente à Nice sur la Promenade des Anglais et plus largement sur la Côte d'azur en France.

## Origine
Au début des années 1930, il existait sur la Promenade des Anglais à Nice des concessions de chaises, fauteuil, bains de soleil,.

La ville de Cannes dispose aussi de chaises Bleues.

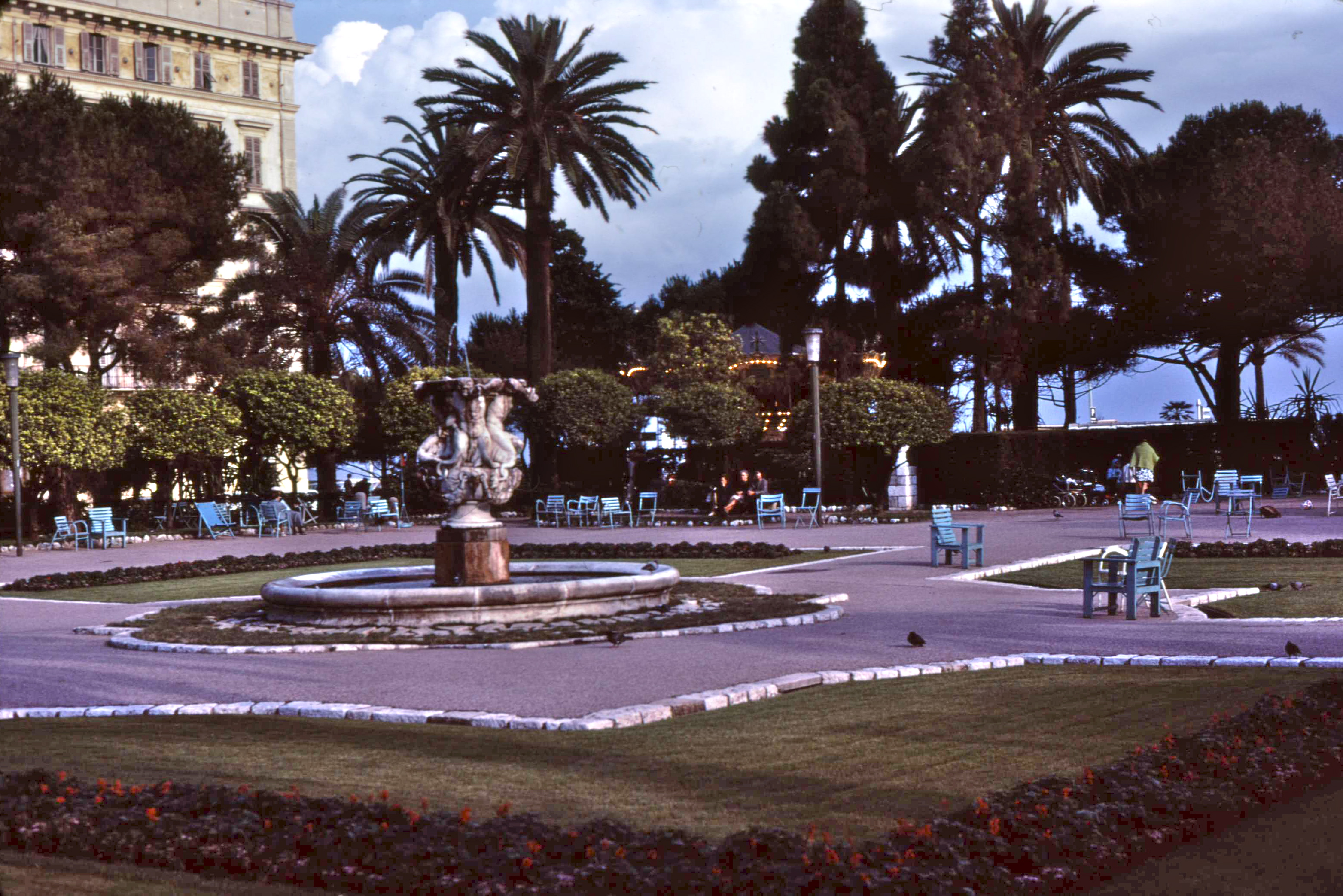
Chaises Bleues du jardin Albert 1er (1973).
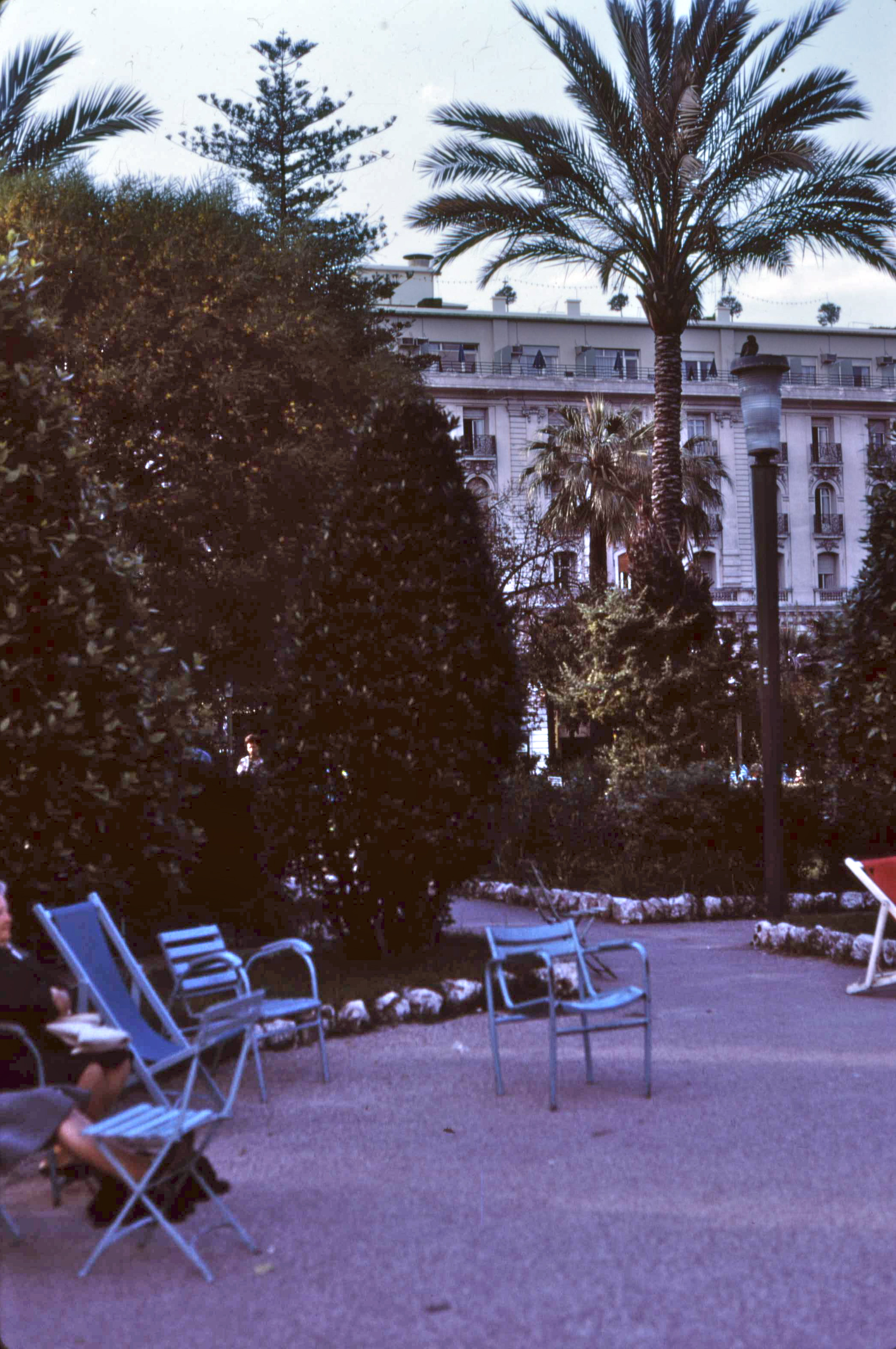
Chaises Bleues du Jardin Albert 1er - Chaises Bistro Simplex, Tordo et transat.
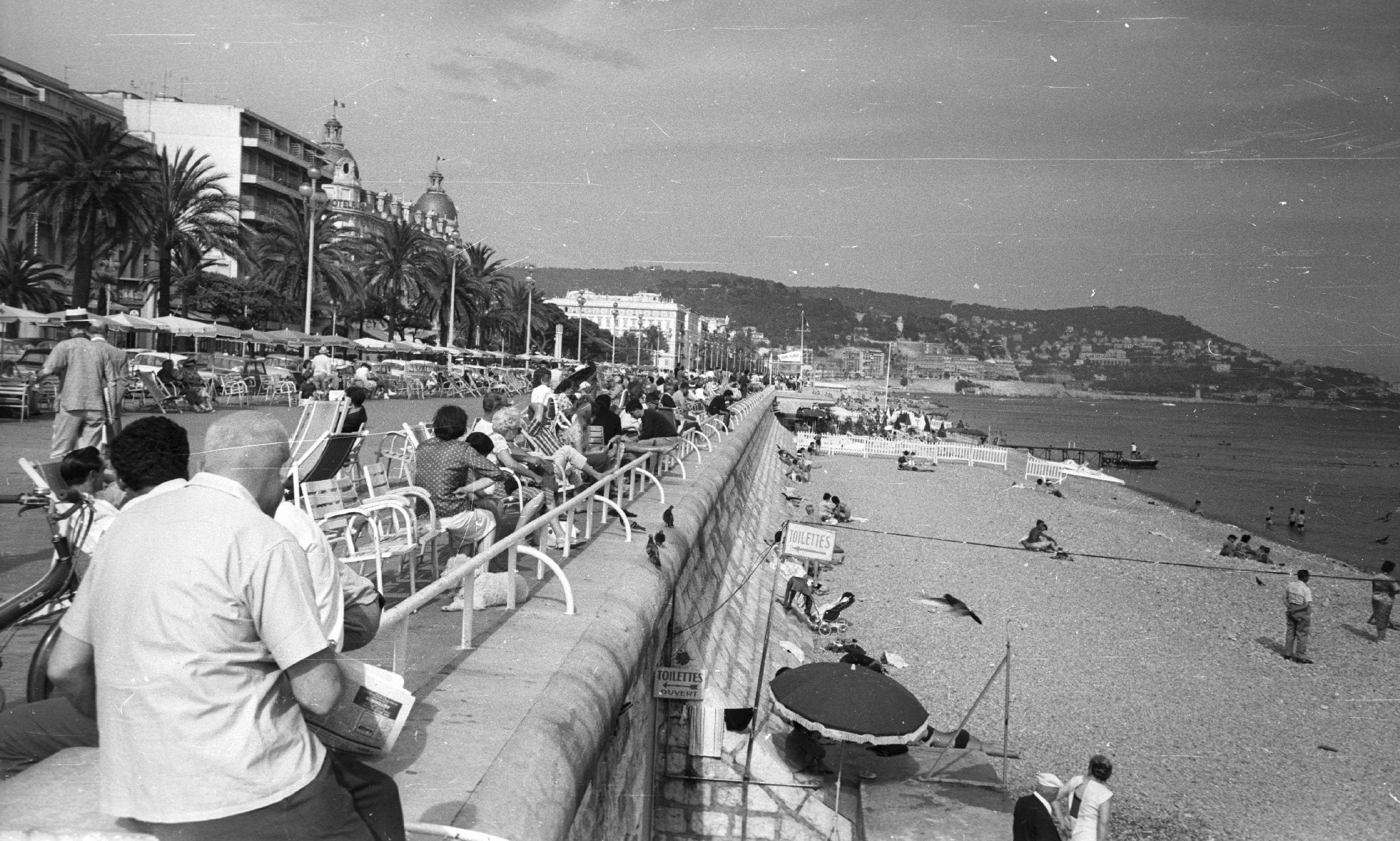
Chaises Blanches de la Promenade des Anglais (1964).
Chaise en rotin (1936).

### Localisation

#### Ville de Cannes
À partir de 1945 la ville de Cannes commande des chaises à la SNCASE, établissement de Marignane. La fabrication, basée sur un design collectif du bureau d'études, débute en utilisant les techniques aéronautiques de soudure et rivets en aluminium. Elle se poursuit au Groupe technique de Cannes de la SNCASE pendant près d'une dizaine d'années. Plusieurs milliers de chaises seront produites en trois couleurs, bleu rouge et vert, partant par wagons entiers depuis la gare de La Bocca, elles équipent pendant de nombreuses années la Croisette et ses terrasses,.

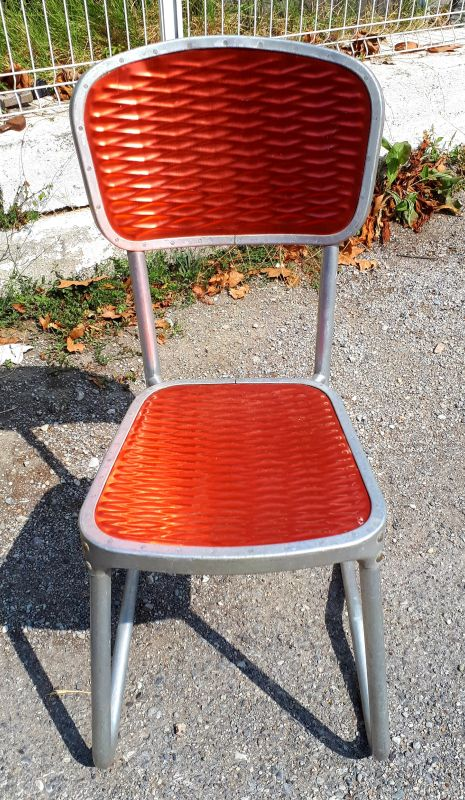
Chaise du Centre spatial de Cannes - Mandelieu, plusieurs couleurs dont rouge, vert et bleu vont équiper la Croisette de 1945 à 1955.
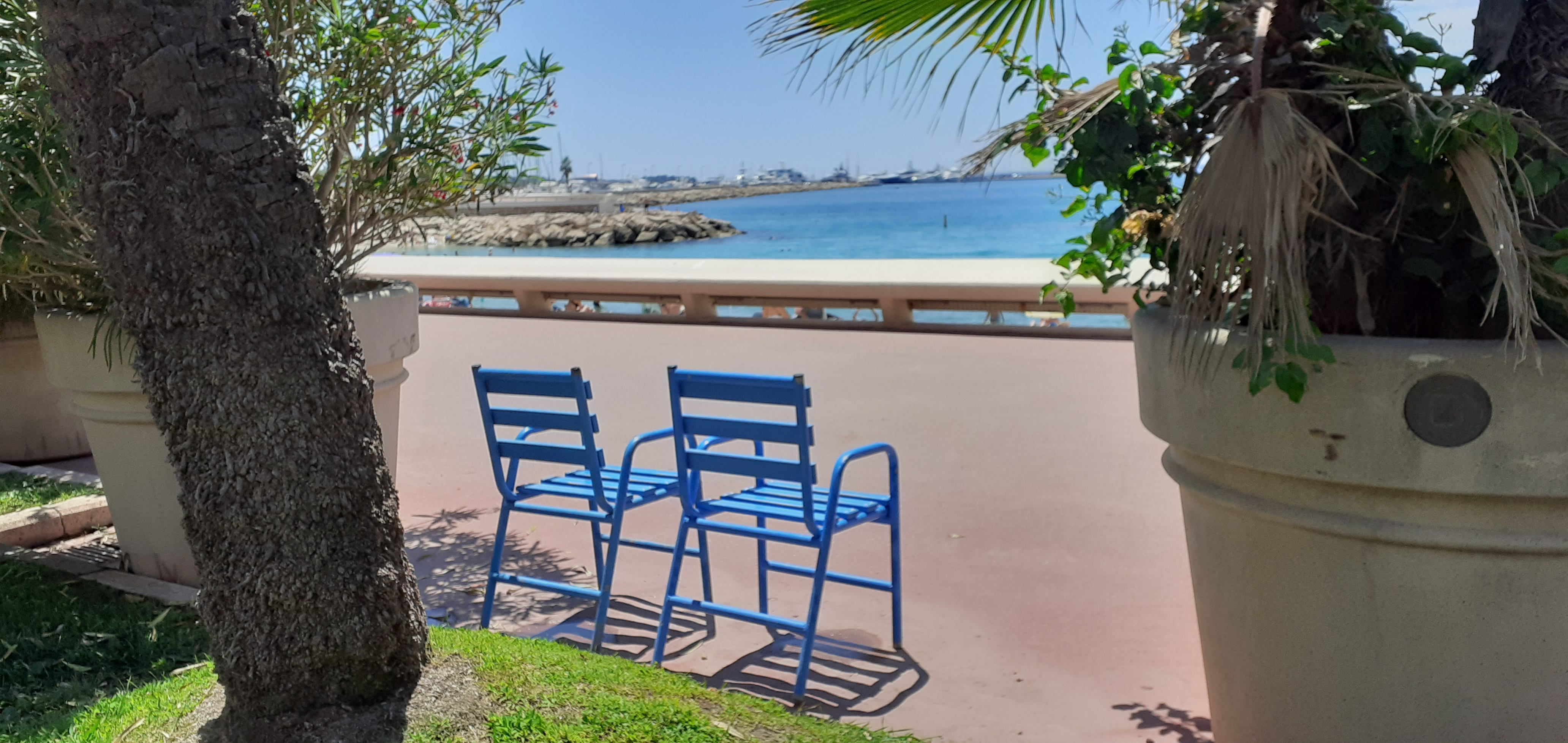
Chaise Bleue Tordo, Ville de Cannes.

#### Ville de Nice
À Nice, Jacques Ballanger, détenteur de la concession des chaises sur la Promenade des Anglais, confie de 1950 à 1970 au Tourrettan Charles Tordo la confection d'une nouvelle série de chaises. Elles seront de couleur blanche pour les premières séries.
Les chaises actuelles sont fabriquées par l'entreprise Cintrafil en Haute-Loire.

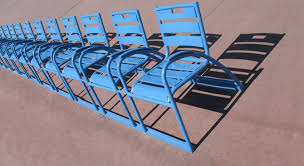
Chaises Bleues soudées et ancrées au sol.
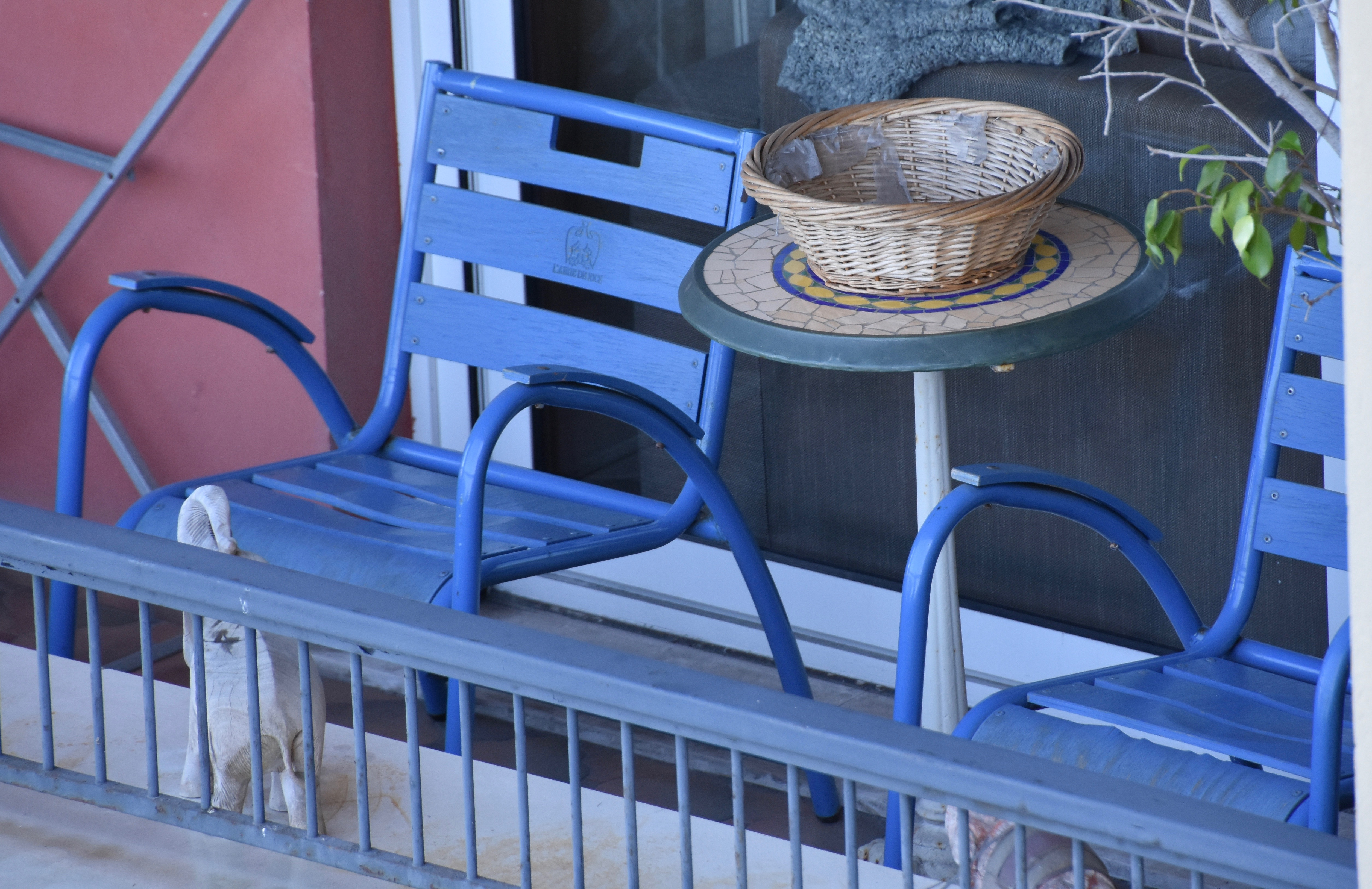
Chaises Bleues visibles sur une terrasse d'appartement niçois.
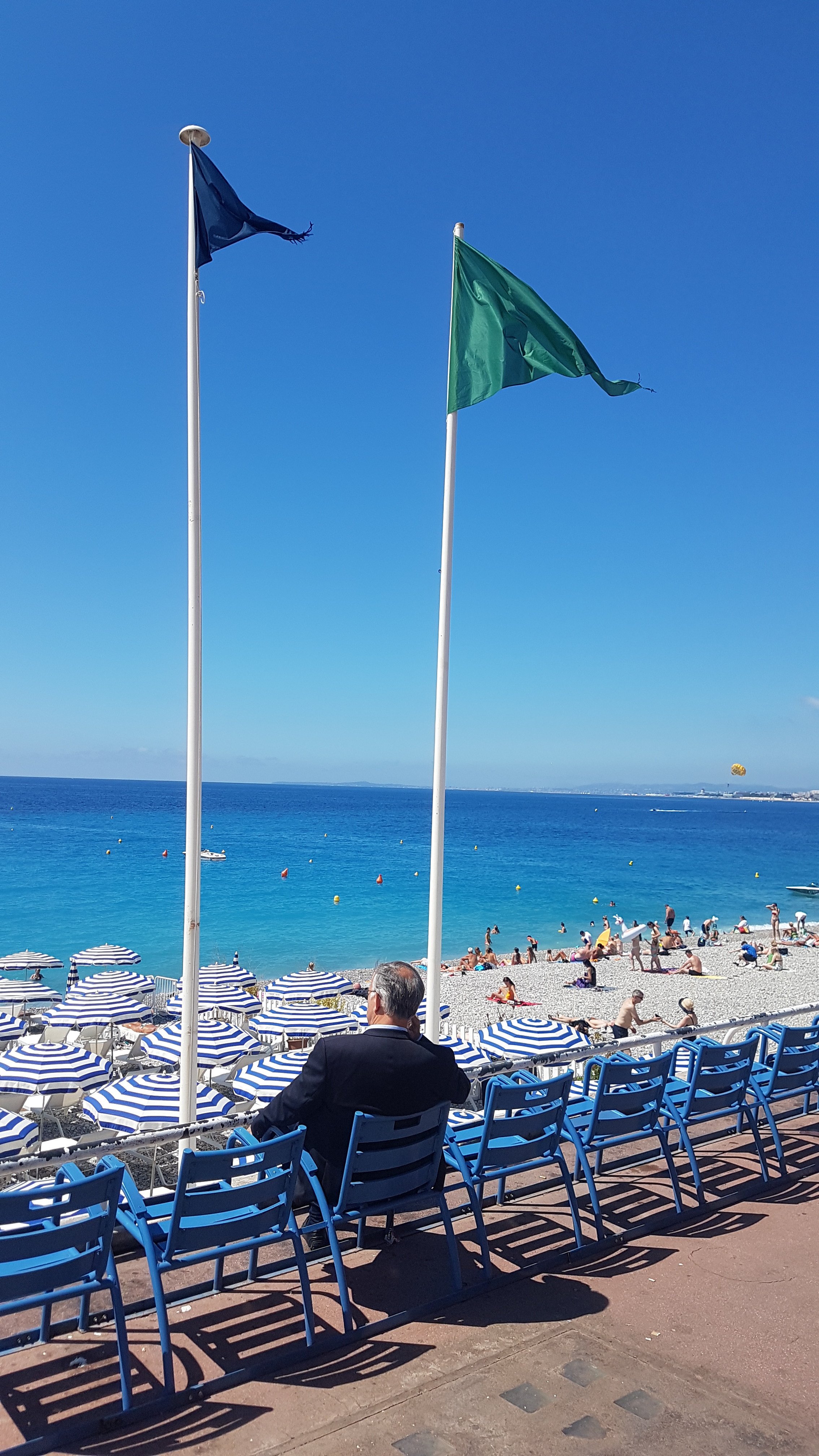
Passant contemplant la mer assis sur une chaise Bleue.
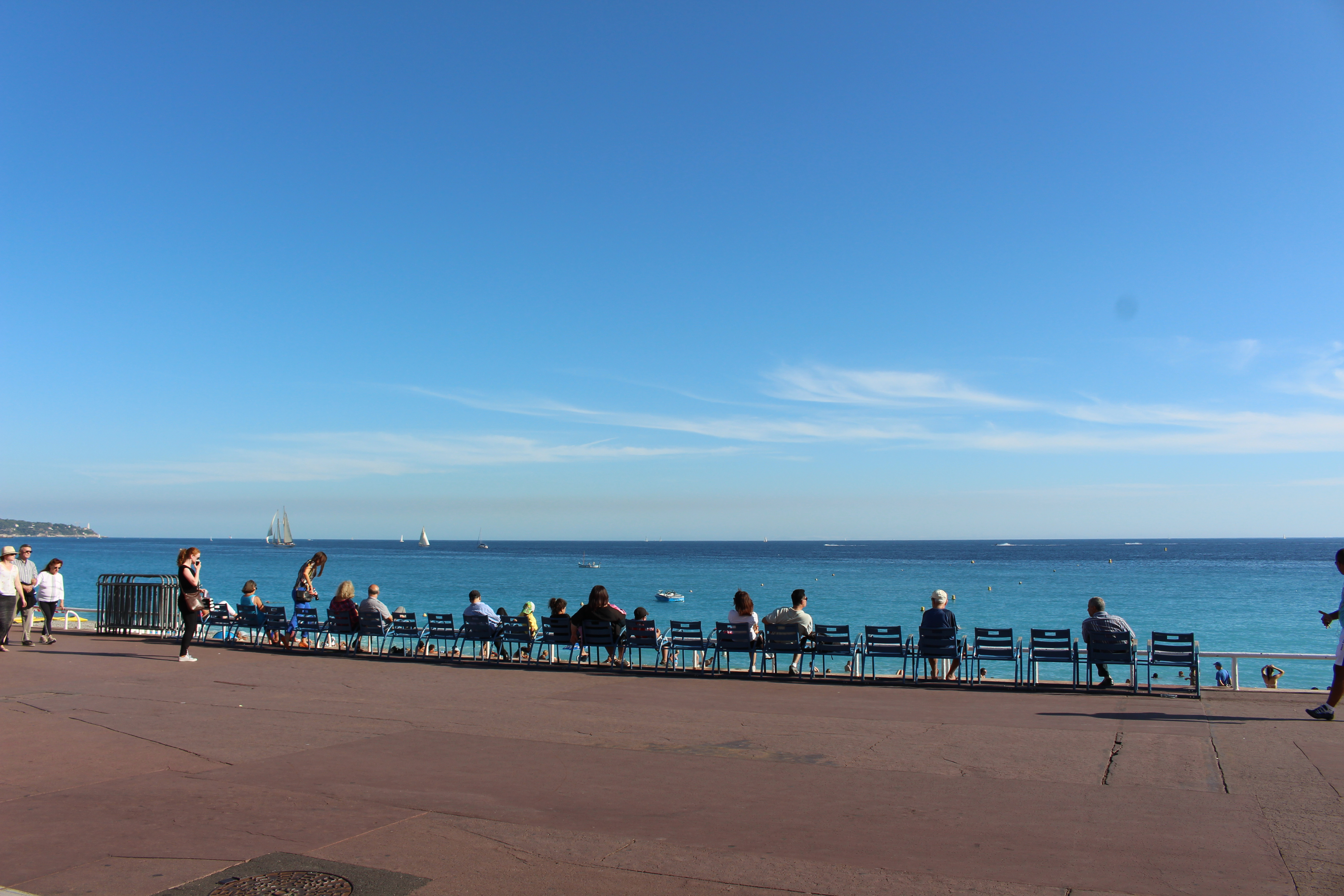
Alignement de chaises.

## Design

### Design de Tordo
Son design date de 1948 et la concession qui la concerne court jusqu'en 1992.
En 2016,  la famille Tordo propose une nouvelle fabrication et remanie sa chaise pour la vente au grand public.

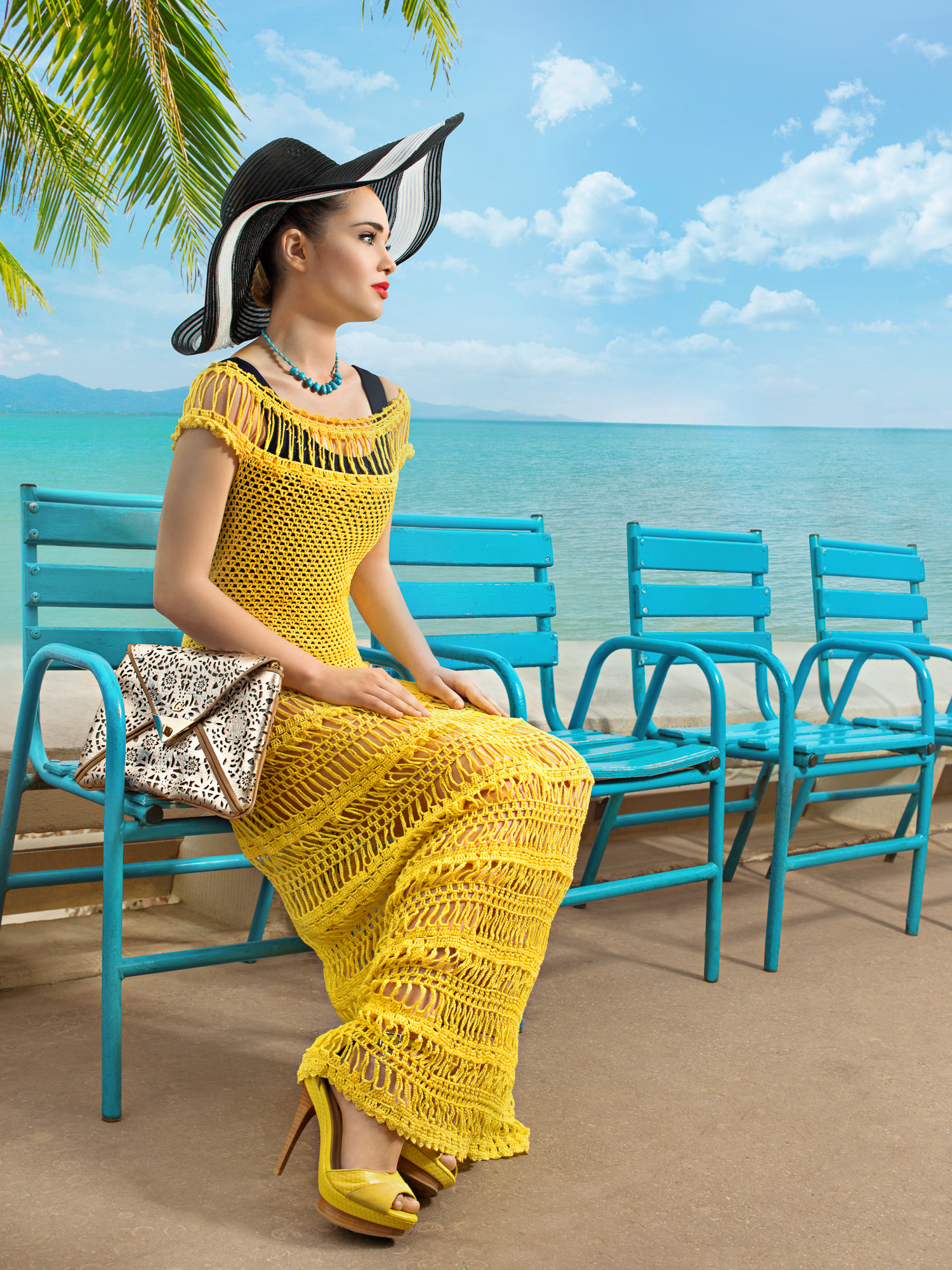
Chaises Bleues de la Ville de Cannes en 2016.
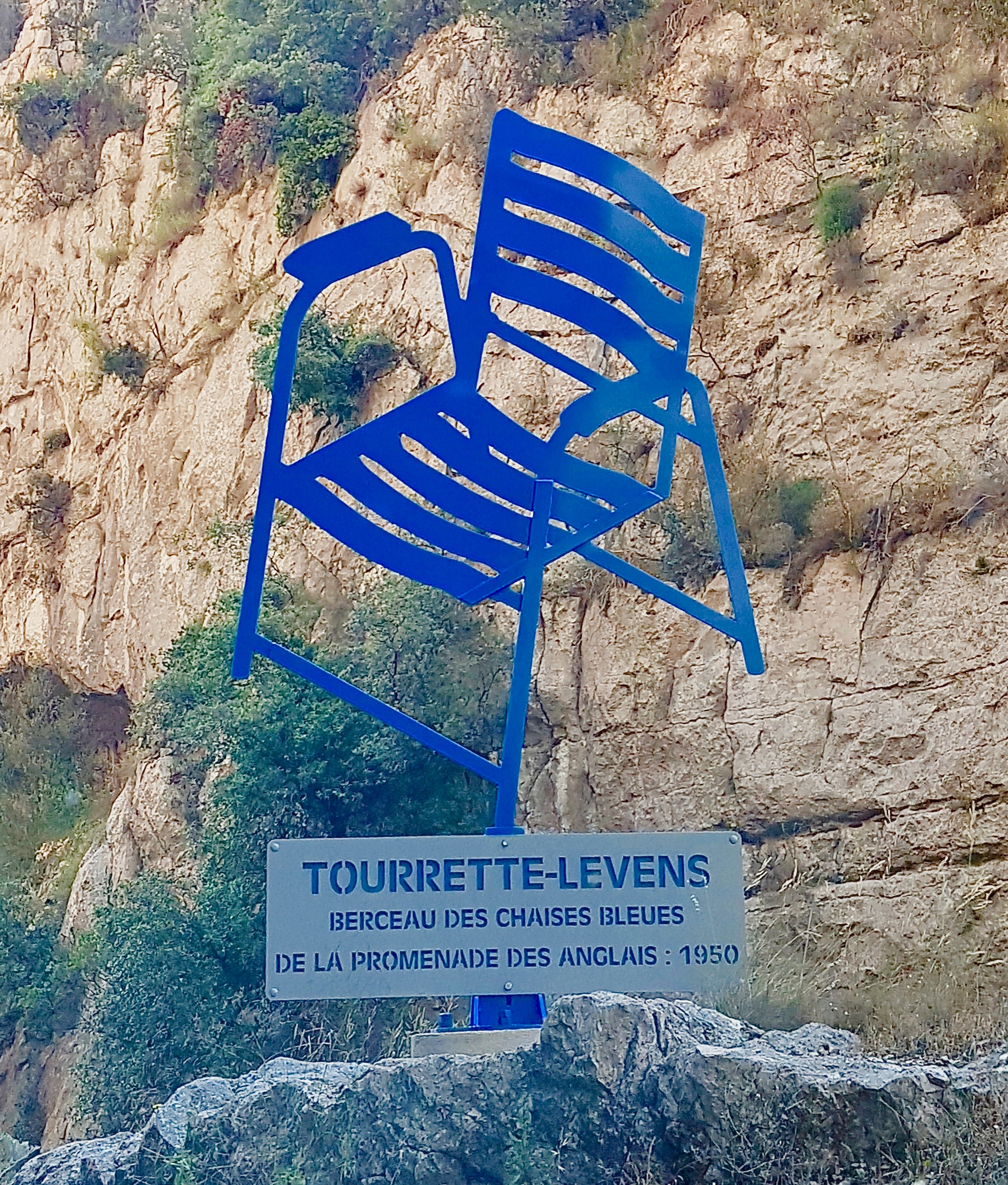
Panneau de signalisation sur la route de Tourrette-Levens.

### Design de Wilmotte
En 1999 la Ville de Nice commande 2000 chaises de Jean-michel Wilmotte.
La ville de Nice dispose de 2008 à 2023 d'un contrat de cession de droit d'auteur et de licence du modèle actuel de Jean-Michel Wilmotte. Le dépôt de modèle INPI numéro 983360-001 de Jean-Michel Wilmotte passe dans le domaine public le 5 juin 2023,. 

### Variantes
En 2015, le concepteur niçois Stéphane Rousson et le designer Minh-lôc Truong proposent une refonte du design de la chaise Bleue,,. Le projet est présenté à la Ville de Nice en août 2022, qui dit en 2024 « ne pas chercher à remplacer le modèle actuel ».

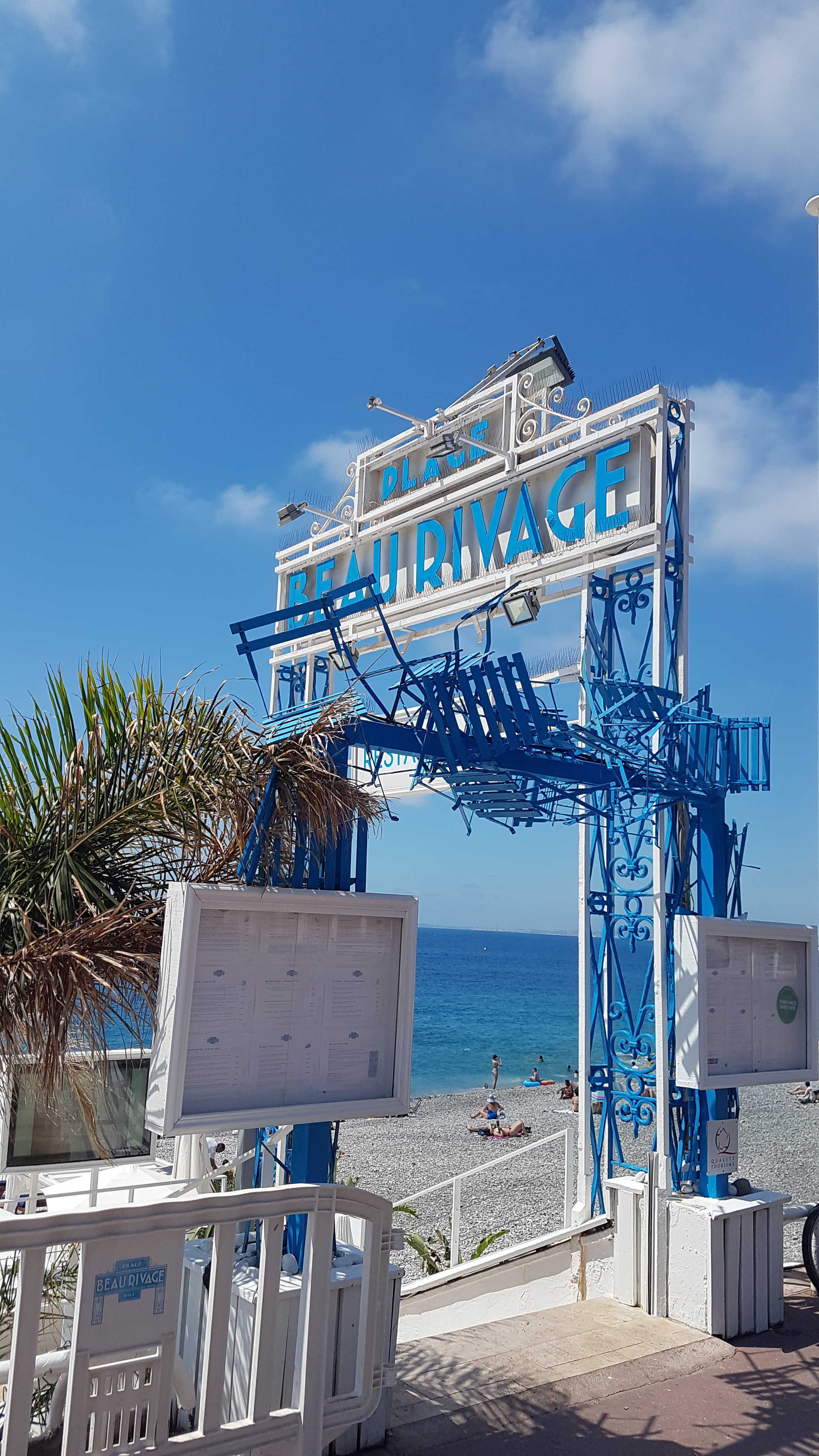
Chaises Bleues pliantes Bistro Simplex de la plage Beau Rivage.
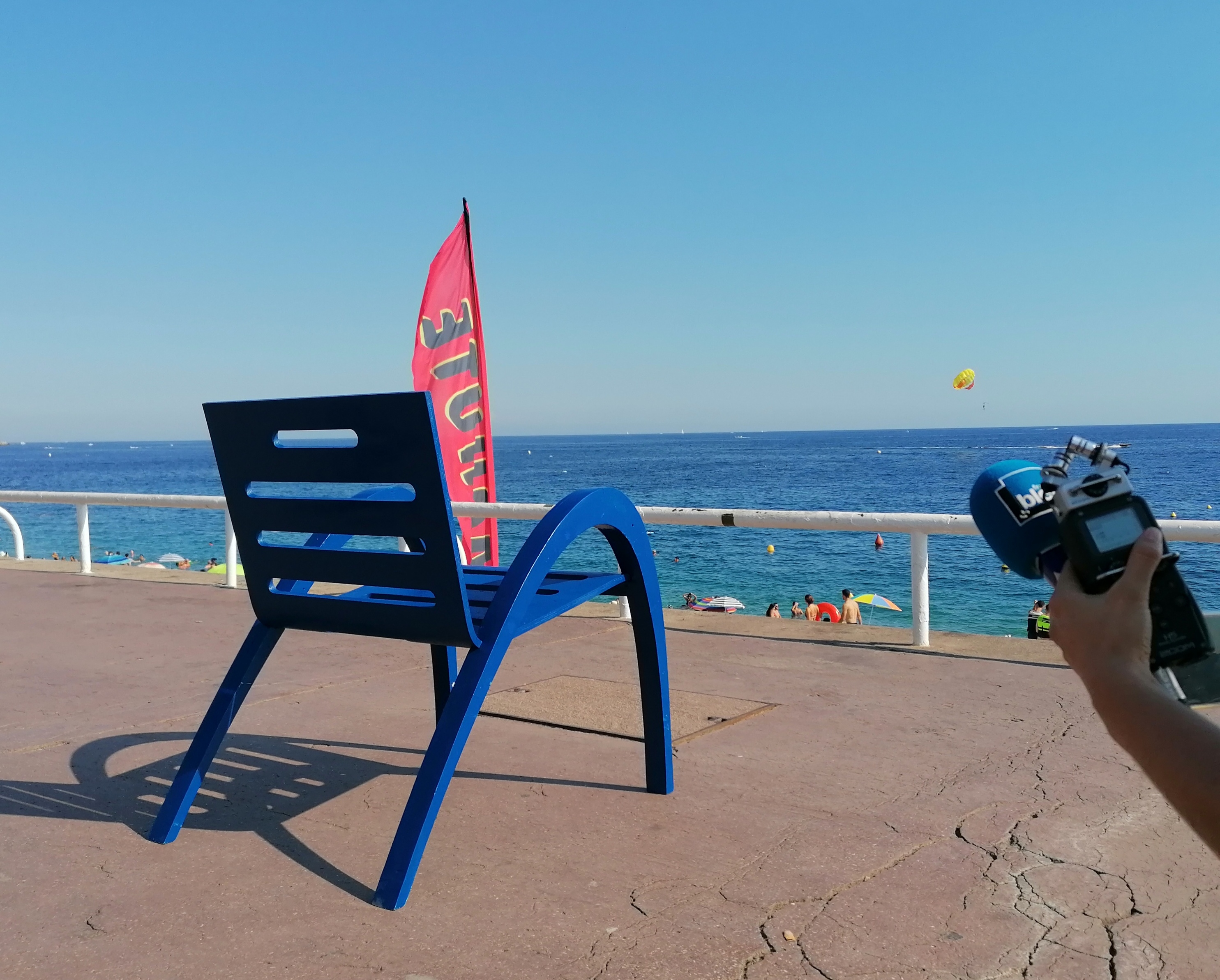
Prototype de chaise Bleue par Stephane Belgrand Rousson, Minh-lôc Truong et Sébastien Gaume.

## Le symbole
Avec le temps, les chaises positionnées sur la Promenade des Anglais sont devenues un symbole de la Ville de Nice. Elles font partie du paysage, des habitudes des Niçois.

### Détournement publicitaire
En mai 2022, lors de l'ouverture du magasin Ikea de Nice, par ailleurs conçu par l'architecte Jean-michel Wilmotte (désigner des chaises actuelles de la Promenade des Anglais), l'entreprise utilise pour support de communication sur leur affiche une chaise jaune remplaçant la chaise Bleue sur la Promenade des Anglais, en la renommant Promenade des Suédois et en jouant sur les couleurs de la Suède, le jaune et le bleu.
La radio « France Bleu Côte d'Azur » donne pour nom à une émission radio quotidienne en 2018 et 2019 : les questions de la chaise Bleue.
La Poste française édite en 2019 un timbre avec les chaises Bleues,.

### Disparition des chaises
Les 2 000 chaises de design Jean-michel Wilmotte seront victimes de leur succès ; achetées en 1999 il en reste un peu moins de 500 cinq ans plus tard. Lors de la crise du Covid-19, après le retrait des chaises de la Promenade des Anglais, la ville comptabilise 444 chaises ; elles sont réinstallées le 15 décembre 2020.

## Actualités

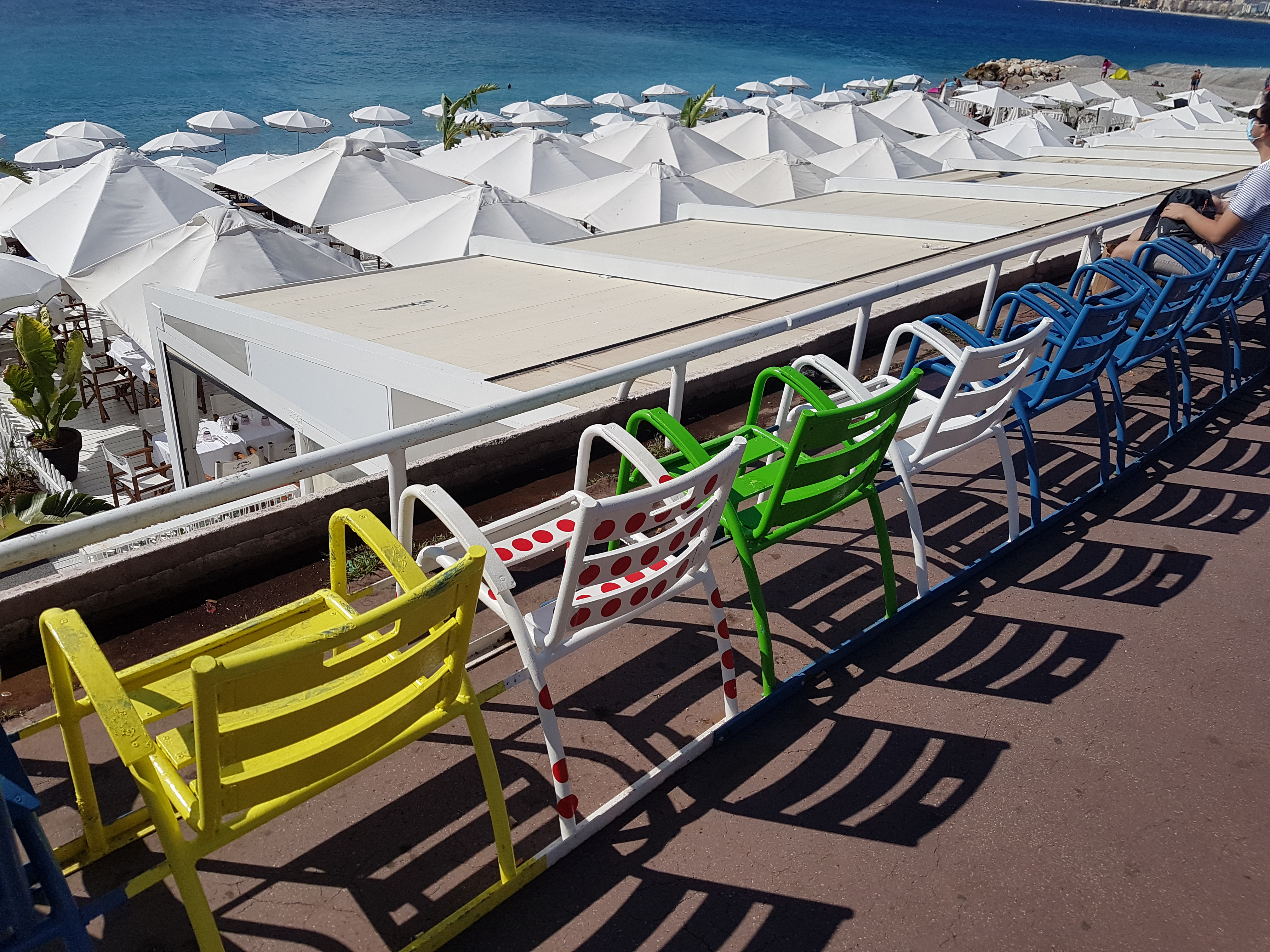
Chaises Bleues aux couleurs des maillots du Tour de France 2020.

Pour le 1er avril 2018, le quotidien Nice-Matin affirme que 200 chaises Bleues ont été remplacées durant la nuit par 200 chaises jaunes,. 
Le 12 novembre 2020, dans le cadre des mesures anti Covid, la Mairie de Nice procède au retrait des 440 chaises Bleues. Cette décision crée la controverse auprès des promeneurs ; les chaises sont reinstallées quelques semaines plus tard.
Le 8 décembre 2020, un certain nombre de chaises sont repositionnées sur la Prom' pour que les niçois puissent de nouveau admirer le front de mer tout en se reposant.
Lors de la qualification en finale de la Coupe de France de football en 2022, la ville de Nice fait repeindre quelques chaises aux couleurs de l'OGC Nice.
Dans le cadre du premier anniversaire de l'inscription de la ville de Nice à l'Unesco, un groupe d'activistes écologistes ont déplacé les chaises pour les positionner sur les galets pour dénoncer l'urgence climatique et la montée des eaux,,.